# КК Намика Лахти
КК Намика Лахти (фин. Namika Lahti‎) је фински кошаркашки клуб из Лахтија. Клуб је основан 1898. у Виборгу да би се 1947. преселио у Лахти. Тренутно се такмичи у Првој лиги Финске.

## Успеси
- Прва лига Финске
  - Првак (2) :  2000, 2009.
  - Другопласирани (4) :  1996, 2002, 2004, 2007.

- Куп Финске
  - Освајач (3) :  1989, 1994, 2000.

## Познатији играчи
- Рики Хикман